# Bodemfauna
Bodemfauna omvat alle heterotrofe organismen die in de bodem leven, vaak inclusief de vertegenwoordigers van de fungi. Deze bodem-organismen leven alle van het organische materiaal dat ze in de bodem aantreffen, en vormen hierdoor een vitale schakel in de kringloop van de mineralenhuishouding. Het grootste deel van de bodemfauna bestaat uit heterotrofe micro-organismen 
of reducenten, maar ook ongewervelde bodemdieren, die bekendstaan als de detrivoren, bijvoorbeeld regenwormen in de bodem en springstaarten en mijten in de strooisellaag, spelen een belangrijke rol.